# Hades

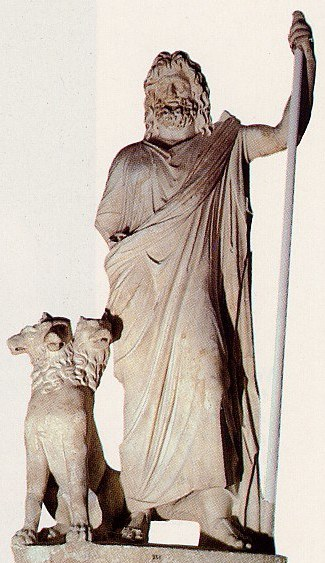
Hades, dios del Inframundo, junto a Cerbero, escultura de época romana en el Museo Arqueológico de Heraclión, Grecia

En la mitología griega, Hades (en griego antiguo ᾍδης [Hādēs], en homérico y jónico Ἅιδης [Hāidēs] o Ἀΐδης [Aïdēs]; dórico Ἀΐδας [Aidas]; también Aidoneo o Edoneo Ἀϊδωνεύς [Aïdōneús]; diferentes nombres que hacen referencia a ‘el invisible’; en griego moderno Άδης; en latín Hades) alude tanto al antiguo inframundo griego como al dios de éste. La palabra hacía referencia, según Homero, sólo al dios, mientras que el genitivo Αἱδού [Haidú] era una elisión para designar ubicación: ‘la casa/dominio de Hades’. Finalmente, también el nominativo llegó a designar la morada de los muertos.
Hades es el cuarto hijo de Cronos y Rea y el mayor de los varones; Homero nos dice que los tres hermanos (Hades, Poseidón y Zeus) echaron a suertes el dominio de las tres partes del universo: «tocáronle a Hades las tinieblas sombrías», pero la tierra y el alto Olimpo son propiedad común. Hesíodo dice que tras el final de la Titanomaquia los dioses vencedores, por indicación de Gea, animaron a Zeus para que fuera el soberano de los dioses olímpicos, y al primogénito de los Cronidas lo denomina como «Hades, señor de los muertos que habitan bajo la tierra».
Sobre el s. V los griegos también se referían a Hades como Pluto o Plutón (en griego antiguo Πλούτων, genitivo Πλούτωνος, ‘el rico’), nombre que los romanos latinizaron como Pluto, Plutonis (que en español se escribe de igual manera, Plutón). Incluso algún autor lo denomina como Zeus ctonio o Zeus infernal (Ζεὺς καταχθόνιος, en el sentido de ‘rey del mundo ctónico’). Los antiguos romanos asociaron también a Hades con sus propias deidades ctónicas, como Dis Pater, Dite, Orco y el dios etrusco equivalente era Aita. 
El término «hades» en la teología cristiana (y en el Nuevo Testamento) es paralelo al concepto espiritual hebreo sheol "receptáculo de las almas", muy diferente al concepto material heb. kever, ‘tumba’ o ‘pozo de suciedad’. Sheol (en el Tanakh hebreo antiguo) o Hades (en el NT griego koiné) aludiría entonces a la morada de los muertos, i. e., nefesh (psyches) de las personas sin cuerpos materiales. El concepto cristiano latino eclesiástico de infierno toma su traducción equivalente del griego Hades y del hebreo Sheol, el cual se dividía en 2 departamentos antes de la llegada de Jesucristo: Seno de Abraham y Lugar de Tormento. Así también, se hace mención al Tártaro, una parte profunda y sombría del Hades usada como mazmorra de tormento y sufrimiento de los ángeles caídos.

## El reino de Hades
En los antiguos mitos griegos, el reino de Hades es la neblinosa y sombría morada de los muertos (también llamada Érebo), a la que iban todos los mortales. La filosofía griega posterior introdujo la idea de que los mortales eran juzgados tras su muerte y se los recompensaba o maldecía. Muy pocos mortales podrían abandonar este reino una vez que habían entrado, con la excepción de los héroes Heracles, Teseo y Orfeo. Incluso Odiseo en su nekyia llama a las sombras de los difuntos, en lugar de descender hasta ellos. 
«Allí delante [en el Tártaro] se encuentran las resonantes mansiones del dios subterráneo, del poderoso Hades y la temible Perséfone; guarda su entrada un terrible perro [Cerbero], despiadado y que se vale de tretas malvadas: a los que entran les saluda alegremente con el rabo y ambas orejas al mismo tiempo, pero ya no les deja salir de nuevo, sino que, al acecho, se come al que coge a punto de franquear las puertas».
Había varias secciones en el Érebo, incluyendo el Elíseo, los campos de asfódelos y el Tártaro. Los mitógrafos griegos no son totalmente consistentes sobre la geografía del más allá. Un mito completamente opuesto sobre la otra vida concierne al jardín de las Hespérides, con frecuencia identificado con las islas de los Bienaventurados, donde podían morar los héroes bendecidos.

En la mitología romana, la entrada al Inframundo localizada en el Averno, un cráter cercano a Cumas, fue la ruta usada por Eneas para descender al reino de los muertos. Por sinécdoque, «Averno» puede usarse como referencia a todo el inframundo. Los Inferi Dii eran los dioses romanos del inframundo.

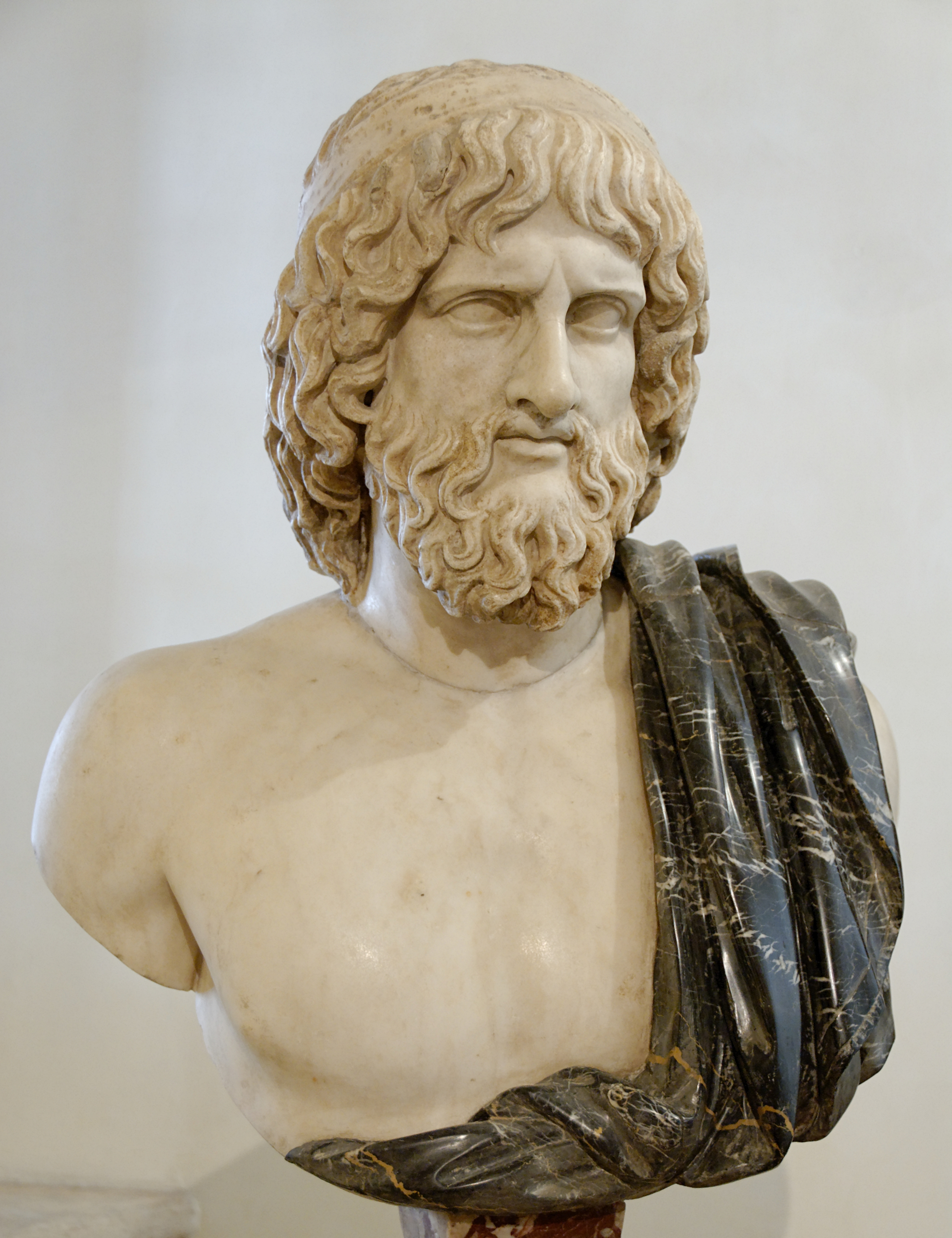
Busto de Hades. Copia romana en mármol de un original griego del ; el manto oscuro es un añadido moderno (Museo Nacional Romano).

Para los helenos, los fallecidos entraban al inframundo cruzando el río Aqueronte, porteados por Caronte, quien cobraba por el pasaje un óbolo, una pequeña moneda que ponían en la boca del difunto sus piadosos familiares. Los pobres y aquellos que no tenían ni amigos ni familia se reunían durante cien años en la orilla cercana. Los griegos ofrecían libaciones propiciatorias para evitar que los difuntos volviesen al mundo superior a «perseguir» a quienes no les habían dado un funeral adecuado.
Los cinco ríos del reino de Hades y su significado simbólico eran el Aqueronte («corriente del dolor»), el Cocito («corriente del lamento»), el Piriflegetonte (del fuego), el Lete (del olvido) y el Estigia (del odio), el río sobre el que incluso los dioses juraban y en el que Aquiles fue sumergido para hacerlo invencible, sujetado por el talón que quedó sin sumergir, y donde Narciso fue condenado a contemplar su amado reflejo, que se desvanecía cada vez que este rozaba su superficie. El Estigia formaba la frontera entre los mundos superior e inferior (cf. Erídano.)
La primera región del Hades comprendía los campos de asfódelos, descritos en la Odisea, donde las almas de los héroes vagaban abatidas entre espíritus menores, que gorjeaban a su alrededor como murciélagos. Solo libaciones de sangre que les eran ofrecidas en el mundo de los vivos podían despertarlos durante un tiempo a las sensaciones de humanidad.
Más allá quedaba el Érebo, que podía tomarse como un eufemismo para el Hades, cuyo nombre era temido. Había en él dos lagos: el de Lete, a donde las almas comunes acudían para borrar todos sus recuerdos, y el de Mnemósine (‘memoria’), de donde los iniciados en los Misterios preferían beber. Siendo este concepto del olvido de vidas pasadas, equivalente a que podemos encontrar en la mitología China, en el rol que cumple el personaje de Meng Po.

En el antepatio del palacio de Hades y Perséfone se sentaban los tres jueces del Inframundo: Minos, Radamantis y Éaco:
«Estos, después de que los hombres hayan muerto, celebrarán los juicios en la pradera en la encrucijada de la que parten los dos caminos que conducen el uno a las Islas de los Bienaventurados y el otro al Tártaro. A los de Asia les juzgará Radamantis, a los de Europa, Éaco; a Minos le daré la misión de pronunciar la sentencia definitiva cuando los otros tengan duda, a fin de que sea lo más justo posible el juicio sobre el camino que han de seguir los hombres».
Allí, en el trivio consagrado a Hécate, donde los tres caminos se encontraban, las almas eran juzgadas; volvían a los campos de asfódelos si no eran virtuosas ni malvadas y eran enviadas al camino del tenebroso Tártaro si eran impías o malas, o al Elíseo (Islas de los Bienaventurados) con los héroes «intachables».
En los Oráculos sibilinos, un curioso batiburrillo de elementos grecorromanos y judeocristianos, vuelve a aparecer el Hades como morada de los muertos, y por etimología popular, incluso procede del nombre de Adán (el primer hombre), afirmándose como motivo que fue el primero en entrar en él.

## Naturaleza y hechos de Hades

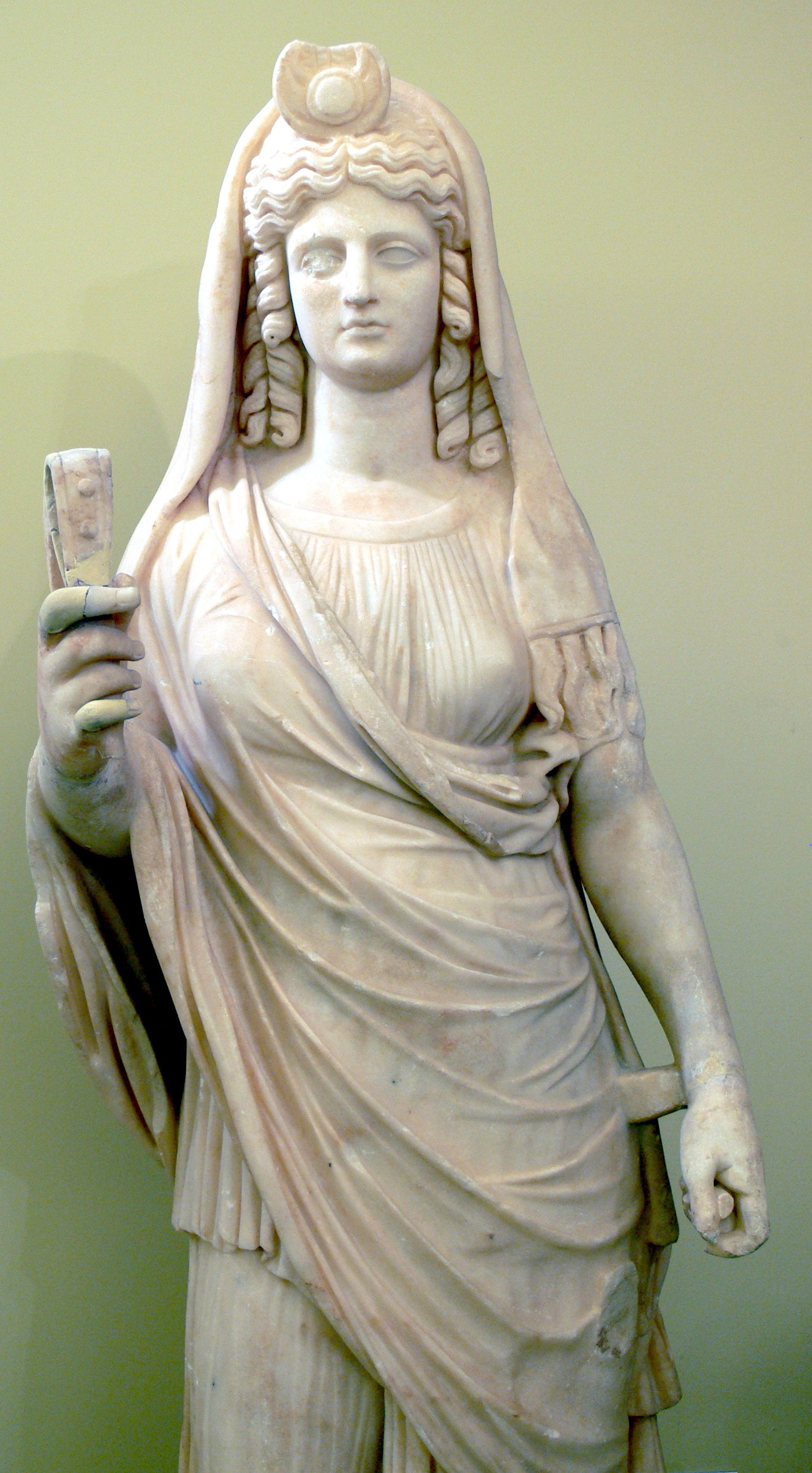
La diosa Perséfone, esposa de Hades.

En la mitología griega, Hades (el ‘invisible’), el dios del inframundo, era uno de los hijos de los titanes Cronos y Rea. Tenía tres hermanas, Deméter, Hestia y Hera, así como dos hermanos, Zeus (el menor de todos) y Poseidón. Juntos constituían los seis dioses olímpicos originales. En el arte clásico, Hades es representado rara vez, salvo en cuanto al rapto de Perséfone.

### Señor del inframundo
Al hacerse adulto, Zeus logró obligar a su padre a que regurgitase a sus hermanos. Tras ser liberados, los jóvenes dioses, junto a los aliados que lograron reunir, desafiaron el poder de los dioses mayores en la Titanomaquia, una guerra divina. Zeus, Poseidón y Hades recibieron armas de los tres cíclopes como ayuda para la guerra: Zeus el rayo, Poseidón el tridente y Hades un casco de invisibilidad. La guerra duró diez años y terminó con la victoria de los dioses jóvenes. Después de esta victoria, según un pasaje famoso de la Ilíada, Hades y sus dos hermanos menores, Poseidón y Zeus, echaron a suertes los reinos a gobernar. Zeus se quedó con el cielo, Poseidón con los mares y Hades recibió el inframundo, el reino invisible al que los muertos van tras dejar el mundo, así como todas las cosas bajo tierra. Fue así como los tres hermanos se convirtieron en los dioses supremos de la cultura griega. Hesíodo, sin embargo, obvia el reparto del mundo y dice que fue Zeus el que repartió las dignidades: «por indicación de Gea [los dioses] animaron a Zeus Olímpico de amplia mirada para que reinara y fuera soberano de los inmortales. Y él les distribuyó bien las dignidades». Otra versión dice que la profecía del destronamiento de Crono solo incluía a los hijos varones, así que arrojó a Hades al Tártaro y a Poseidón a las profundidades del mar. 

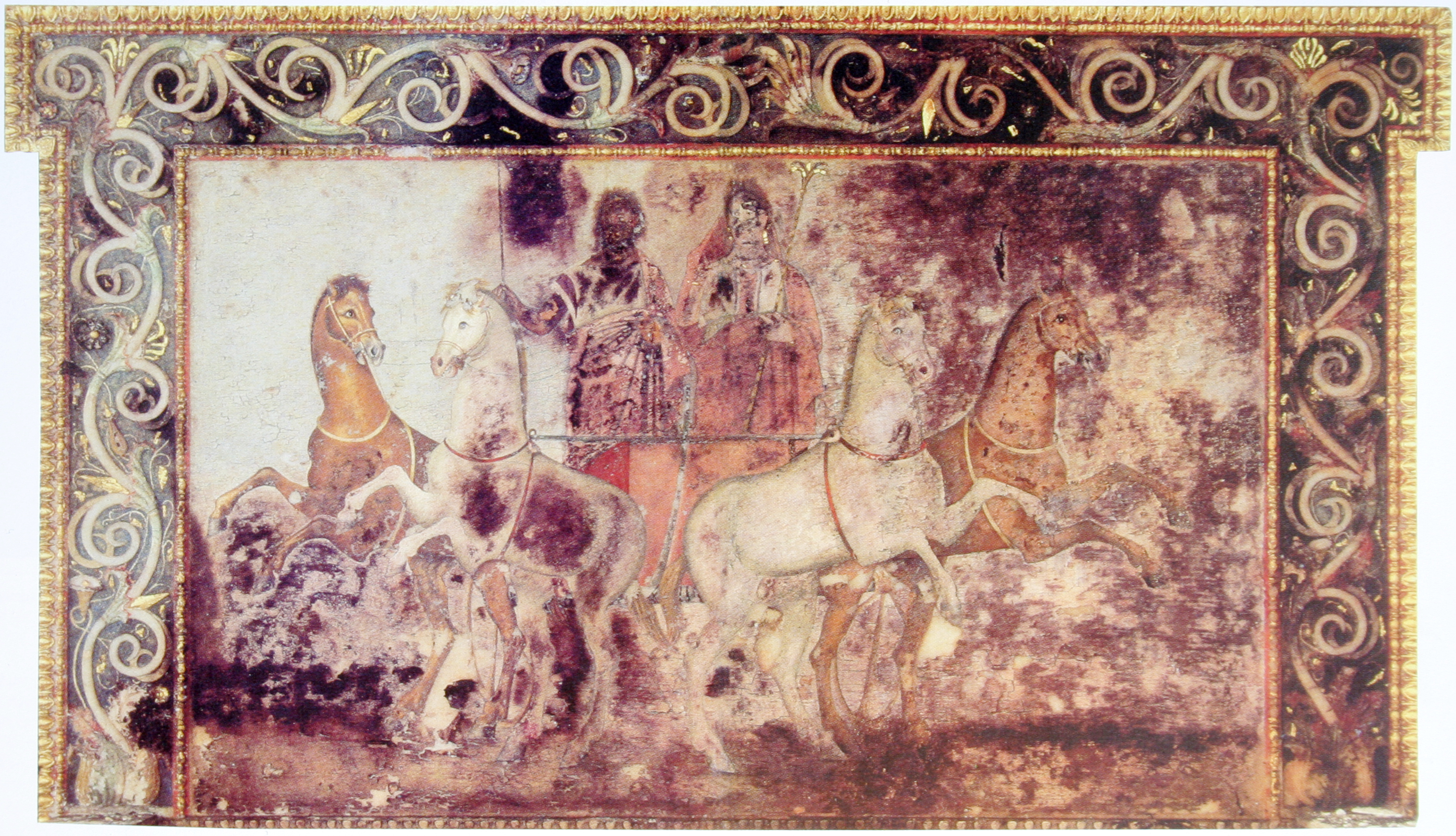
Hades y Perséfone, fresco de Vergina, Grecia, siglo IV a. C.

A pesar de las connotaciones modernas de la muerte como algo negativo y tenebroso, y de ser confundido el Inframundo griego con el Infierno cristiano, Hades no solía ser imaginado como un ser retorcido y malicioso como sucede con otras deidades asociadas con la muerte y el mundo subterráneo en otras culturas. A menudo se le retrataba más como inexorable y pasivo que como malvado: su papel era a menudo mantener un relativo equilibrio, y solo intervenía cuando se violaba la división entre la vida y la muerte o alguien entraba a su reino sin haber muerto primero. Ya en la mitografía arcaica se hacía eco de su carácter inexorable desde la perspectiva de los hombres: «marcharon a la vasta mansión del cruento Hades». Los mortales comprendían la crueldad de Hades en virtud de que era un ser impasible e inmune a las plegarias: una vez se extinguía el último aliento de los hombres estos no podían hacer nada para evitar su destino en los dominios subterráneos.
Hades reinaba sobre los muertos, con la ayuda de otros sobre los que tenía completa autoridad. Prohibió estrictamente a sus súbditos abandonar sus dominios y se enfurecía bastante cuando alguien lo intentaba, o si alguien trataba de robar almas de su reino. Era igualmente terrible para quien intentaba engañar a la muerte o cruzarla, como descubrieron desgraciadamente Sísifo y Pirítoo.

### Culto
Hades, dios de los muertos, era un personaje temible para aquellos que aún vivían. Sin prisa por encontrarse con él, eran reticentes a prestar juramentos en su nombre. Para muchos, simplemente decir la palabra «Hades» ya era espantoso, por lo que se buscaron eufemismos que usar. Dado que los minerales preciosos venían de las profundidades de la tierra (es decir, del «inframundo» gobernado por Hades), se consideraba que tenía también el control de estos, y se referían a él como Πλουτων Plouton (relacionado con ‘riqueza’), de donde procede su nombre romano, Plutón. Sófocles explicaba el hábito de referirse a Hades como ‘el rico’ con estas palabras: «el sombrío Hades se enriquece con nuestros suspiros y lágrimas». Además, se lo llamaba Clímeno (Κλυμενος, ‘célebre’), Polidegmon (Ρολυδεγμων, ‘que recibe a muchos’) y quizá Eubuleo (Ευβουλεος, ‘buen consejero’ o ‘bienintencionado’), todos ellos eufemismos que evolucionaron a epítetos.
Aunque era un olímpico, pasaba la mayor parte del tiempo en su oscuro reino. Formidable en la batalla, demostró su ferocidad en la famosa Titanomaquia, la batalla de los olímpicos contra los titanes, que entronizó a Zeus. Temido y odiado, Hades personificaba la inexorable finalidad de la muerte: «¿Por qué odiamos a Hades más que a cualquier dios, si no es por ser tan adamantino e inflexible?», se preguntaba retóricamente Agamenón. No era sin embargo un dios malvado, pues aunque severo, cruel y despiadado, era justo. Hades gobernaba el Inframundo y por ello era con mucha frecuencia asociado con la muerte y temido por los hombres, aunque la personificación real de esta era Tánatos.
Cuando los griegos apaciguaban a Hades, golpeaban sus manos contra el suelo para asegurarse de que pudiera oírles. La sangre de todos los sacrificios ctónicos, incluyendo los dedicados a Hades, goteaba a un pozo o grieta en el suelo. La persona que ofrecía los sacrificios tenía que apartar su cara.
Sus pertenencias identificativas incluían un famoso casco, que le dieron los cíclopes y que hacía invisible a cualquiera que lo llevase. Se sabía que a veces Hades prestaba su casco de invisibilidad tanto a dioses como a hombres (como a Perseo). Su carro oscuro, tirado por cuatro caballos negros como el carbón, siempre resultaba impresionante y pavoroso. Sus otros atributos ordinarios eran el narciso y el ciprés, la llave del Hades y Cerbero, el perro de múltiples cabezas. Se sentaba en un trono de ébano.
El filósofo Heráclito, unificando opuestos, declaró que Hades y Dioniso, la misma esencia de la vida indestructible (zoë), eran el mismo dios. Entre otros datos, Kerényi señala que la afligida diosa Deméter rehusaba beber vino, que es el don de Dioniso, tras el rapto de Perséfone, debido a esta asociación, y sugiere que Hades puede de hecho haber sido un «seudónimo» para el Dioniso del inframundo. Incluso sugiere que esta identidad dual puede haber sido familiar a quienes entraban en contacto con los misterios. Uno de los epítetos de Dioniso era Ctonio, ‘subterráneo’.

### Perséfone

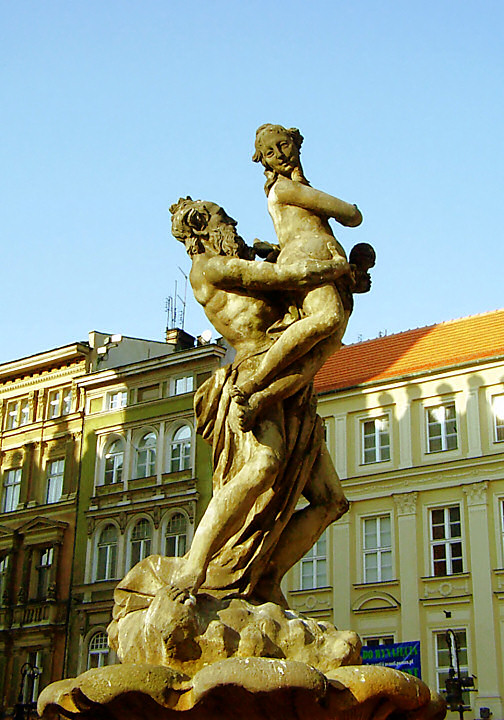
Fuente de Proserpina en Poznan (Polonia), esculpida por Augustin Schöps.

La consorte de Hades era Perséfone, representada por los griegos como la hermosa hija de Deméter. Hades obtuvo su consorte definitiva raptándola, teniendo el concepto del rapto varias interpretaciones simbólicas, en una historia que conectaba los antiguos misterios eleusinos con el panteón olímpico en un mito fundacional del reino de los muertos. Helios le dijo a la llorosa Deméter, madre de Perséfone, sobre Hades «que no es un indigno yerno el soberano de tantos, que es de tu misma semilla y sabes bien dónde vive y qué lote le tocó cuando se hizo el reparto entre los tres hermanos...»
Perséfone no se sometió a Hades voluntariamente, sino que fue raptada por este mientras recolectaba flores en la llanura de Nisa —de dudosa localización— o en un valle próximo a la ciudad de Enna. Hades abrió un agujero en el suelo para llevarse a Perséfone sin que Deméter se diese cuenta. Según el Himno homérico a Deméter, Zeus fue cómplice del rapto. Después, Hades convenció a su sobrina de que sería un gran esposo y que ella sería reina del inframundo, la joven Perséfone se alegró al oír esto y accedió a comer los granos de granada que le ofreció su nuevo esposo.
En protesta por este acto, Deméter lanzó una maldición sobre la tierra que produjo una gran hambruna, y aunque los dioses fueron uno por uno a pedirle que la levantase para que la humanidad dejase de sufrir, ella aseguraba que la tierra permanecería estéril hasta que volviese a ver a su hija. Por fin intervino Zeus, quien a través de Hermes pidió a Hades que devolviese a Perséfone. Este accedió, «pero antes de partir, tomó un grano de granada, que es dulce como la miel y que Hades le ofreció porque sabía que así tendría que regresar.»
Deméter preguntó a Perséfone a su regreso a la luz y el aire: "¿No habrás probado bocado mientras estabas abajo? Porque si aún no lo has hecho podrás vivir con nosotros, pero si algo comiste, tendrás que volver allí, pasarás los inviernos en la tierra profunda y al llegar el calor y la tierra esté verde con nosotros vendrás a reunirte de nuevo."
Esto la ató a Hades y al Inframundo, para gran consternación de Deméter. Según algunas versiones del mito, Perséfone fue cómplice del ardid, tras haberse enamorado de Hades y querer permanecer junto a él. Zeus propuso un compromiso, al que accedieron todas las partes: Perséfone pasaría la mitad del año con su marido. Es durante esta época cuando el invierno cae sobre la tierra, «una expresión de tristeza y luto».
Cíane se opuso a Hades, dios del inframundo, durante el rapto de Perséfone. Al resultar inútil su empeño, cayó en un mar de lágrimas, terminando por disolverse, y originó un manantial y Hades, encolerizado, la transformó en un lago de color azul intenso.

### Descendencia y consortes
El matrimonio entre Hades y Perséfone es considerado estéril y ninguna fuente mitográfica le asigna descendencia de manera explícita. Los órficos, apartándose de la tradición común, dicen que las «renombradas Euménides, con benévola voluntad, son las castas hijas del gran Zeus Ctonio y de Perséfone». Pudiera interpretarse Zeus Ctonio («infernal») como una advocación de Hades, o bien estaría haciendo alusión a la tradición en la que Zeus yace incestuosamente con su hija. Otros explicitan que las Euménides eran nueve e hijas de Hades y Core. Al menos en una fuente tardía las Erinias son descritas explícitamente como hijas de Hades pero no se especifica quién era la madre. En la Eneida del poeta romano Virgilio, las Furias son hijas de Plutón, el equivalente romano de Hades, pero a diferencia de la tradición órfica, la madre es la diosa Nox (Nix).
En la Suda se imagina a Hades como padre de Macaria, sin especificar quién era la madre. Por otra parte, en uno de los fragmentos del Sísifo de Esquilo se asocia a Zagreo con Hades, pero no se indica si se refiere a Zagreo como hijo o como un epíteto de Hades. Melínoe, solo descrita en uno de los himnos órficos, era hija de Perséfone y Zeus; éste había adoptado la forma de Hades para yacer con su propia hija.
Aparte de Perséfone la mitografía nos habla de al menos tres amantes o concubinas de Hades. Mente era una ninfa, hija del Cocito, que fue metamorfoseada en la planta que lleva su nombre, la menta. Unos dicen que Mente fue convertida en concubina de Hades y más tarde fue pisoteada por Core y transformada en menta de jardín. Otros dicen que Mente fue la consorte anterior a Perséfone, y que Hades finalmente prefirió a esta última. O bien que Hades se desposó con Mente después de su matrimonio con Perséfone. Se dice que Hades también se enamoró de la oceánide Leuce. La raptó y la llevó al Inframundo. Después de su muerte, su cuerpo fue metamorfoseado por Hades en un álamo blanco en los Campos Elíseos. Por último también se menciona a una tal Teófila. De esta muchacha solo se afirmaba que Hades la amaba y que era, a su propio juicio, mejor que Perséfone. Teófila posee un nombre parlante: «amada por el dios» y no se sabe a ciencia cierta si es un nombre propio o un epíteto.

### Otros personajes asociados a Hades
Aparte de Heracles, las únicas personas vivas que se aventuraron en el Inframundo fueron todas héroes: Odiseo, Eneas (acompañado por la Sibila), Orfeo, Teseo y, en un romance posterior, Psique. Ninguno de ellos estuvo especialmente satisfecho con lo que presenciaron en el reino de los muertos. En particular, el héroe griego Aquiles, a quien Odiseo conjuró con una libación de sangre, que dijo: «No me hables con dulzura de la muerte, glorioso Odiseo. Preferiría servir como mercenario a otro antes que ser el señor de los muertos que han perecido.»
Hades encarceló a Teseo y Pirítoo, quienes habían prometido secuestrar y desposar a las hijas de Zeus. Teseo eligió a Helena, la secuestró y decidió retenerla hasta que tuviese edad de casarse. Pirítoo eligió a Perséfone. Dejaron a Helena con la madre de Teseo, Etra, y viajaron al Inframundo. Hades conocía su plan de raptar a su esposa, así que fingió ofrecerles hospitalidad y preparó un banquete. Tan pronto como la pareja se sentó, se enroscaron serpientes en torno a sus pies, atrapándolos. Teseo fue finalmente rescatado por Heracles, pero Pirítoo quedó preso como castigo por osar pretender a la esposa de un dios.

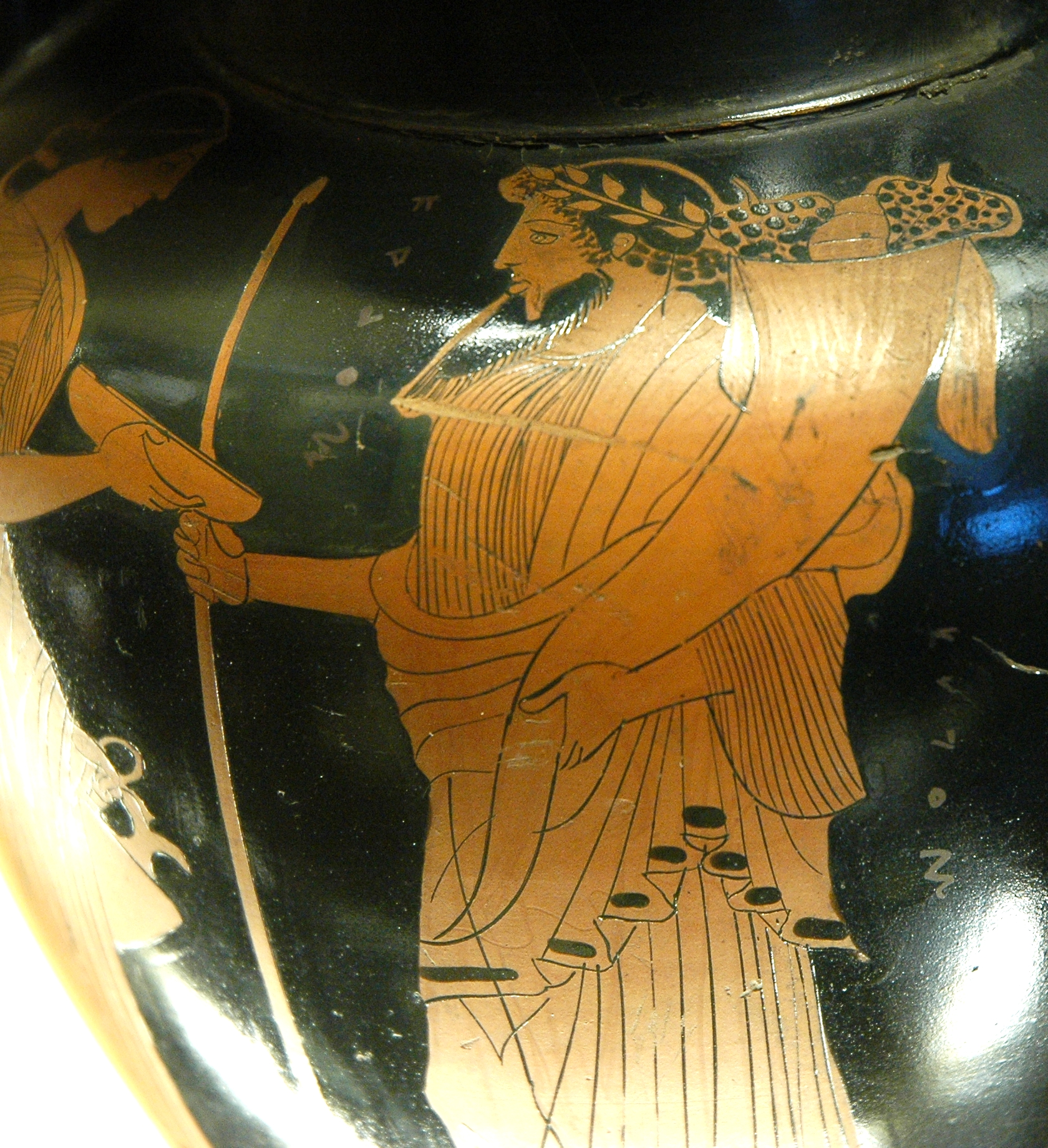
Hades, etiquetado como Plouton, ‘el rico’, porta una cornucopia en un ánfora ática de figuras rojas, c. 470 a. C.

El último trabajo de Heracles fue capturar a Cerbero. Primero viajó a Eleusis para ser iniciado en los misterios eleusinos. Hizo esto para absolverse de la culpa por haber matado a los centauros. Encontró la entrada al inframundo y, tras diversas vicisitudes, pidió permiso a Hades para llevarse a Cerbero. Este accedió, si lograba dominar a la bestia sin ayuda de las armas. Consiguió hacerlo, se lo llevó y, tras mostrarlo a Euristeo, lo devolvió al inframundo. En otro episodio mítico en el que Heracles dirigió una expedición contra Pilos, este llegó a herir a Hades, que ayudaba en aquella ocasión a los pilios.
Hades solo mostró clemencia una vez: cuando Orfeo, un gran intérprete musical, viajó al Inframundo para recuperar a su esposa, Eurídice, que había sido mordida por una serpiente y murió en el acto. Incapaz de aceptar su muerte, Orfeo fue a pedir a Hades una segunda oportunidad. Emocionado por la habilidad musical de Orfeo, Hades permitió que este se llevase a su esposa de vuelta al mundo de los vivos con la condición de que nunca intentase mirar atrás para comprobar si ella lo seguía hasta llegar a la superficie. Orfeo accedió y partió con Eurídice de vuelta al mundo de los vivos, pero pronto le asaltaron las dudas, temiendo que Hades lo hubiese engañado dándole el alma equivocada, o que su esposa no pudiera seguirlo o lo hubiese abandonado. Al salir del mundo de los muertos Orfeo no se pudo contener y se dio la vuelta, para descubrir que su esposa sí lo había seguido, pero que ella todavía no había salido del Hades, por lo que la promesa se rompió y Eurídice volvió al mundo de los muertos. Orfeo muere poco después por las Ménades.
En la antigua Grecia y en la antigua Roma era costumbre poner un óbolo dentro o sobre la boca de los difuntos, ya que estos tenían que pagar a Caronte, el barquero del Hades.

### Versiones racionalizantes
Jerónimo, dando una versión evemerista, dice que Aidoneo o Edoneo era, en cambio, rey de los molosos:
«La fábula de Proserpina, a quien se llevó Aidoneo, es decir, Orco, rey de los molosos. Su perro llamado Cerbero, de enorme tamaño, devoró a Pirítoo, que había venido a raptar a su esposa (la de Aidoneo) con Teseo. Cuando éste se encontró ya en peligro de muerte, llegó Hércules y lo liberó. Por esta razón se habla de él (Hércules) como si hubiera sido recibido de los infiernos: así lo escribe Filócoro en el segundo libro del Ática».
Diodoro Sículo también asocia la naturaleza y dignidades de Hades:
«De Hades se dice que enseñó las normas relativas a los entierros y a los funerales y la manera de honrar a los muertos, respecto a lo cual en la época anterior no se tenía ningún cuidado. Por esto la tradición nos ha transmitido que es el dios de los muertos, porque desde antiguo se le ha asignado el gobierno y el cuidado de ellos».